# Jadranovo
Jadranovo est une localité de Croatie située dans la municipalité de Crikvenica, dans le comitat de Primorje-Gorski Kotar. En 2001, la localité comptait 1 148 habitants.

## Démographie
| 1948 | 1953 | 1961 | 1971 | 1981 | 1991  | 2001  |
| ---- | ---- | ---- | ---- | ---- | ----- | ----- |
| 976  | 935  | 849  | 914  | 936  | 1 008 | 1 148 |